# Geogarypus irrugatus
Geogarypus irrugatus är en spindeldjursart som först beskrevs av Simon 1899.  Geogarypus irrugatus ingår i släktet Geogarypus och familjen Geogarypidae. Inga underarter finns listade i Catalogue of Life.